# Vale de Adafroia
Vale de Adafroia (ou Adafroya, na grafia da época) era, em 1747, um vale nos limites da freguesia de São Paio de Farinha Podre, Bispado de Coimbra, Província da Beira, Portugal. É uma das localizações possíveis para a mítica cidade de Aufragia.